# Вербена остистая
Вербена остистая (лат. Verbena aristigera) — травянистое растение, вид рода Вербена (Verbena) семейства Вербеновые (Verbenaceae). Произрастает в тропических лесах Южной Америки, интродуцирована во многих странах.

## Описание

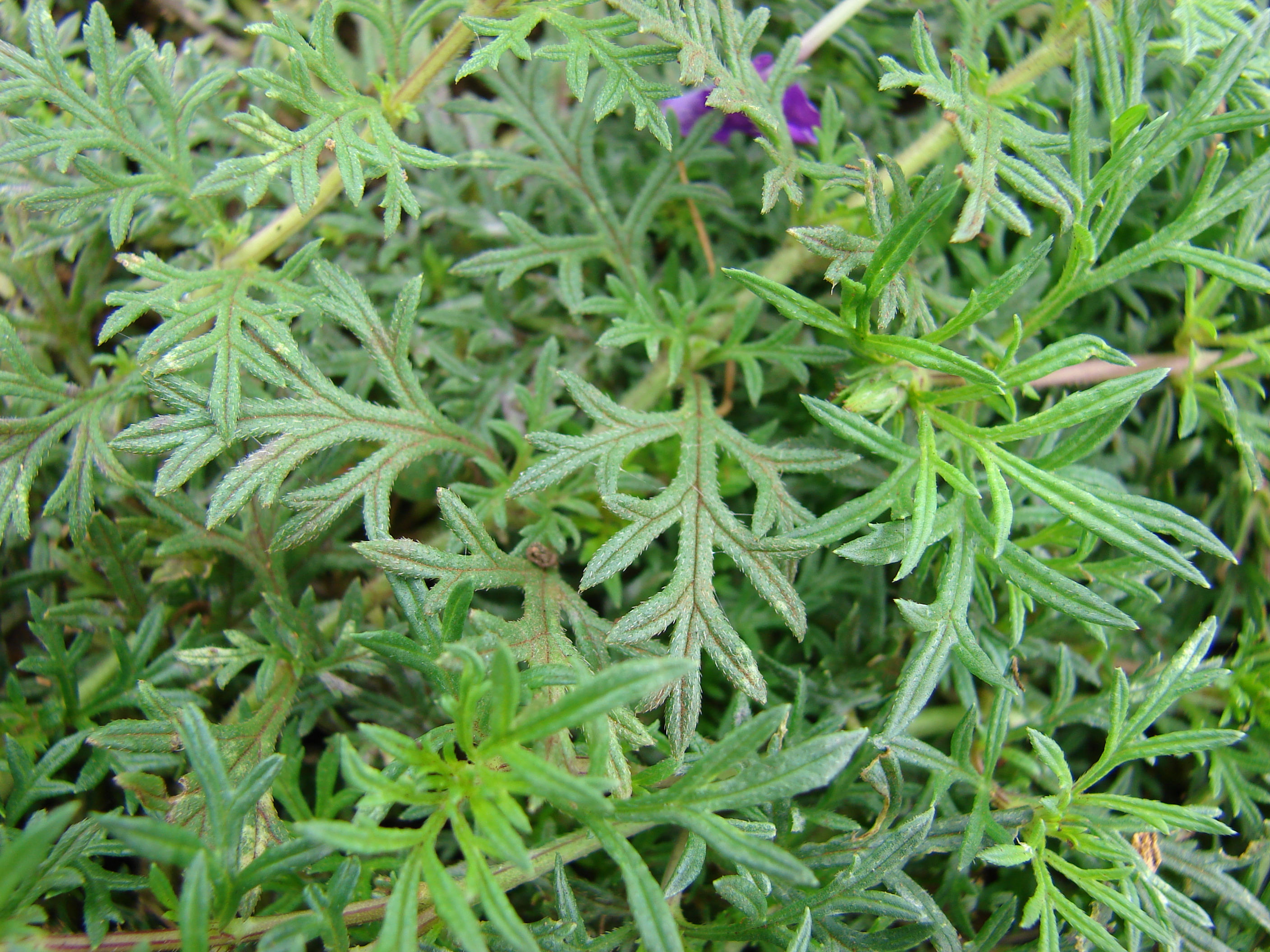
Листья V. aristigera

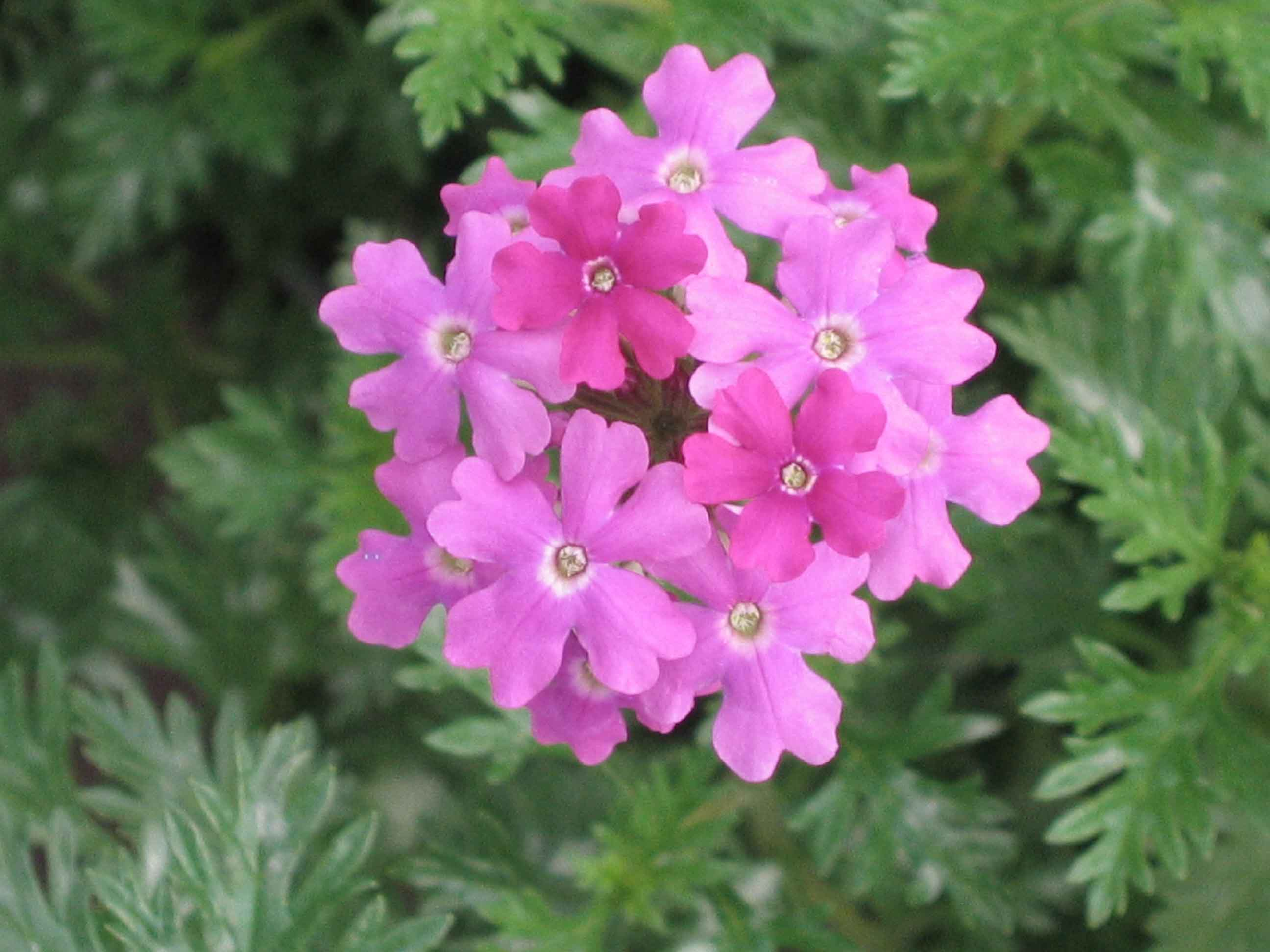
Соцветие

Многолетнее травянистое растение, часто деревянистое у основания, высотой 10–40 см. Стебли полегающие снизу, редко-опушённые, но со временем становятся гладкими. 
Листья в обобщённом виде треугольные, перисто-рассечённые, длиной 2–3,5 см и шириной 2–4 см. Сегменты листьев линейные, длиной до 1 см и шириной 0,5–1(-3) мм, острые или тупые на верхушке, полустригозо-опушённые или голые, цельнокрайние или зубчатые.
Соцветия верхушечные, густые яйцевидные, сначала 1,5 × 2 см, но вскоре удлиняющиеся до 5–12 см. Цветоносы длиной 1,5–5 см, со временем удлиняющиеся до 10 см или более с формированием плодов. Венчик синий или фиолетовый; трубка длиной 1–1,1 см, голая снаружи, волосистая внутри у горла; отгиб около 1 см шириной, доли широко обратносердцевидные, 3–4 мм длиной и шириной, выемчатые на 1–1,5 мм. Чашечка трубчатая, длиной 6–7 мм, густо прижатая, опушённая и с несколькими редкими тёмными железками; зубцы яйцевидные у основания, сжатые в длинную щетинку, длиной 0,5–2 мм, неравные. Прицветники яйцевидные у основания, ланцетно-шиловидные, длиной 2–4 мм и шириной 1,2–1,5 мм, опушённые.
Плоды — субцилиндрические орешки длиной 3 мм и шириной 0,8 мм, сетчато-ребристые снаружи.

## Распространение
Произрастает в Боливии, южной Бразилии, северной Аргентине, Парагвае и Уругвае. Интродуцирована во многих странах, включая Калифорнию, Гватемалу, Гондурас, Никарагуа, Венесуэлу, Грецию, Нигерию, восточную и южную Африку, Индию и всю Австралию, за исключением Тасмании.

## Применение
Культивируется как декоративное садовое растение. Подходит для выращивания в зонах 8–11 USDA. Подходит для солнечных мест. 